# Leaving Neverland
Leaving Neverland er en britisk/amerikansk dokumentarfilm fra 2019, der er skabt af Dan Reed for HBO. Filmen er en kontroversiel skildring af popstjernen Michael Jacksons forhold til to drenge, mens han var på toppen af sin karriere. Filmen fik premiere på Sundance Film Festival i januar 2019 og gav anledning til en revurdering af sangeren og hans eftermæle.
Filmen bliver fortalt fra de to drenges synspunkt. Ifølge de nu voksne mænd blev de seksuelt misbrugt, mens de var drenge og i længere perioder sammen med deres familier opholdt sig på Jacksons ejendom "Neverland Ranch".